# Janinowo
Janinowo (lit. Joninės) – wieś na Litwie, w okręgu wileńskim, w rejonie wileńskim, w gminie Bujwidze, nad Wilią.
Współcześnie obejmuje także zabudowania dawnej miejscowości Gałganiszki.

## Historia
Pod zaborami i w II Rzeczypospolitej Gałganiszki były zaściankiem włościańskim. W XIX i w początkach XX w. położone były w Rosji, w guberni wileńskiej, w powiecie wileńskim, w gminie Bystrzyca. Po I wojnie światowej pod administracją polską, w Zarządzie Cywilnym Ziem Wschodnich. W latach 1920–1922 w składzie Litwy Środkowej.
Od 11 kwietnia 1922 leżały w Polsce, w województwie wileńskim, w powiecie wileńsko-trockim, do 1 kwietnia 1927 w gminie Bystrzyca, następnie w gminie Niemenczyn. W 1931 miejscowości liczyły:
- Janinowo – 6 mieszkańców, zamieszkałych w 1 budynku
- Gałganiszki – 10 mieszkańców, zamieszkałych w 1 budynku[2].

Po II wojnie światowej w granicach Związku Sowieckiego. Od 1991 na niepodległej Litwie.